# Frederick Theodore Frelinghuysen
Frederick Theodore Frelinghuysen (ur. 4 sierpnia 1817 w Millstone w stanie New Jersey, zm. 20 maja 1885 w Newarku) – amerykański prawnik, dyplomata i polityk.
W latach 1866–1869 i ponownie w latach 1871–1877 z ramienia Partii Republikańskiej reprezentował stan New Jersey w Senacie Stanów Zjednoczonych. W latach 1881–1885 był sekretarzem stanu Stanów Zjednoczonych w gabinecie prezydenta Chestera Arthura.
Jego dziadek, Frederick Frelinghuysen, również był senatorem Stanów Zjednoczonych z New Jersey w latach 1793–1796. W latach 1829–1835 funkcję tę pełnił także jego wujek i przybrany ojciec, Theodore Frelinghuysen, który był również kandydatem Partii Wigów na wiceprezydenta Stanów Zjednoczonych w wyborach w 1844 roku.